# Tartaras
Tartaras – miejscowość i gmina we Francji, w regionie Owernia-Rodan-Alpy, w departamencie Loara.
Według danych na rok 1990 gminę zamieszkiwało 366 osób, a gęstość zaludnienia wynosiła 94 osób/km² (wśród 2880 gmin regionu Rodan-Alpy Tartaras plasuje się na 1266. miejscu pod względem liczby ludności, natomiast pod względem powierzchni na miejscu 1594.).